# Camas Fhionnairigh
Camas Fhionnairigh (que en gaélico escocés quiere decir: Bahía del Pasto Blanco; también conocida como Camasunary) es una pequeña bahía en la península Strathaird de la Isla de Skye, en Escocia al norte del Reino Unido. Camasunary es la forma inglesa del nombre gaélico, Camas Fhionnairigh, que en la pronunciación suena similar al inglés escocés. La Falla Camasunary es el nombre de una formación geológica subterránea que subyace a una parte de la Isla de Skye y se extiende por debajo del Mar de las Hébridas.
Es popular entre los excursionistas, ya que tiene diversas montañas.
Una carretera la conecta a Kirkibost. La bahía es de propiedad privada, aunque se encuentra en medio de tierras de propiedad de la Fundación John Muir.